# Cribrilina annulata
Cribrilina annulata is een mosdiertjessoort uit de familie van de Cribrilinidae. De wetenschappelijke naam van de soort is, als Cellepora annulata, voor het eerst geldig gepubliceerd in 1780 door de Deense zoöloog Otto Fabricius.